# زرزير (الجليل)
زرزير (بالعبرية: זַרְזִיר) هي قرية عربية إسرائيلية تقع في المنطقة الشمالية. يبلغ عدد سكانها نحو 7,792 نسمة حسب إحصائيات عام 2017. ويتكون سكانها من خمسة قبائل بدوية. تأسس المجلس المحلي الخاص بها عام 1996.